# 中华路街道 (定西市)
中华路街道是中华人民共和国甘肃省定西市安定区下辖的一个街道办事处。

## 行政区划
中华路街道下辖以下村级行政区划单位：
新市区社区、汽车站社区、北街社区、火车站社区、广厦社区、江夏社区、大城社区、中华路社区、铁路新村社区。